# Улица Куйбышева (Самара)
У́лица Ку́йбышева расположена в Самарском и Ленинском районах Самары. Пересекается с Вилоновской улицей, улицей Шостаковича, Красноармейской улицей, улицей Льва Толстого, Некрасовской и Ленинградской улицами, улицей Венцека, Пионерской и Комсомольской улицами.
На улице Куйбышева много хорошо сохранившихся построек конца XIX — начала XX веков. Уже более века это главная улица исторической части Самары, на которой расположены разнообразные магазины, рестораны, музеи и иные культурно-развлекательные заведения.

## История
На геометрическом плане Самары 1782 года, улица уже есть в проекте, но в реальной застройке отсутствовала. Планировалось, что она будет пересекаться с восемью улицами и двумя площадями и ещё не имела названия. Так же улица выглядела и на геометрическом плане города в 1804 году. В 1810-е годы улица являлась границей города и была застроена только с западной стороны, а с восточной было открытое поле. 
Предполагается что первым годонимом улицы был Главная. В 1806 году население Самары составляло около 6000 человек, «из них казачьего люду — 900 служилых и неслужилых», все они размещались в районе улицы которая после и получила название Казачья и данный годоним продержался примерно до 1840-х годов. По утверждению Константина Павловича Головкина в 1839 году на плане города улица называлась Торговая. В 1840-х годах годоним улицы был Хлебная, так же как и у нынешней площади Революции. Всё из за того, что на площади шла активная торговля зерном, а улица считалась важной частью инфраструктуры рынка.
Е. Я. Суровиков привязывает стратогодоним улицы — Дворянская к 1900-м годам. Согласно же Е. Ф. Гурьянову в 1853 году данное название на геометрическом плане города, уже закреплено за прежней Хлебной улицей. Татьяна и Глеб Алексушины с Анной Будановой склоняются к версии о том, что данный годоним был привязан к 1851 году, году открытия Самарской губернии. Этимология данного годонима связана с заселением улицы чиновниками и знатью. Довольно быстро улица стала самой главной в городе. Сам факт проживания или размещения бизнеса на Дворянской улице стал означать высокий уровень социального статуса человека. В то время на улице жил губернатор, там же располагалась его канцелярия и губернское правление. В 1864 году площадь Панскую (ныне площадь Революции) замостили известняковым камнем привезенным из каменоломен в Ширяево, часть улицы соответственно замостили им же. В 1869 году последовал запрет на строительство домов с деревянным фасадом на улице Дворянской, с тех пор на ней начали строить исключительно дома с каменными фасадами. На плане Самары 1887 года улицу пересекают 2 площади, 9 улиц и заканчивается она Струковским и Ковригиным садами. Асфальтирование улицы началось в 1898 году и закончилось в 1913, что сразу привлекло на улицу автомобилистов, а позднее и один из первых трамвайных маршрутов. Улица под названием Дворянская оставалась вплоть до 1917 года.
В 1917 году улицу переименовали Керенскую, в честь министр-председателя Временного правительства Александра Фёдоровича Керенского.
1 мая 1918 года улицу вновь переименовали, она стала Советской.
25 января 1935 года умирает Валериан Владимирович Куйбышев и 28 февраля 1935 года улицу из Советской переименовывают в Куйбышева. Это название остаётся за улицей до сих пор.

В годы Великой Отечественной войны на улице Куйбышева был размещен ряд посольств, в «Гранд-отеле» корпус зарубежных журналистов, службы наркомата иностранных дел, представительство французского комитета национального освобождения. 6 ноября 1942 года был запущен первый троллейбусный маршрут от улицы Куйбышева, до железнодорожного вокзала.
- Фотографии улицы Дворянской конца XIX — начала XX веков.
- Русский торгово-промышленный банк. 1906 год.
- Вид на Дворянскую улицу. От Воскресенской (Пионерской) в сторону Алексеевской площади. 1889 год.
- Вид на улицу Дворянскую. От Алексеевской площади в сторону улицы Воскресенской. 1910 год.
- Дом Саниных с гостиницей «Бристоль». ~1908 год.
- Улица Дворянская. 40-й (слева) и 41-й кварталы. 1904-1907 гг.
- Немецкая кирха на Дворянской улице. 1900-1904 гг.

## Здания и сооружения

### Чётная сторона
| № дома | Дата постройки Архитектор                     | История | Изображение   |
| ------ | --------------------------------------------- | --- | ------------- |
| 32     | Решетников-Ушаков, 1911                       | дом С. А. Гринберга. Здание в стиле модерн | Куйбышева,32  |
| 38     | 1903                                          | дом Тимофеева |               |
| 42     |                                               | Мемориальный комплекс в память о сотрудниках ГУВД, погибших при исполнении служебных обязанностей. Часовня в честь святого Александра Невского |               |
| 44     | Засухин, 1900                                 | Дом Линева — Разина. Департамент семьи | Куйбышева,44  |
| 48     | Александр Щербачев, 1889, Черноморченко, 1908 | Здание Городской Думы и Управы. Построено в 1850 году, принадлежало П. В. Тарееву. В 1884 году перешло к Городской управе. Стиль необарокко. Департамент семьи, опеки и попечительства. | Куйбышева,48  |
| 56     |                                               | | Куйбышева,56  |
| 60     | Засухин, 1870                                 | Здание окружного суда; (мемориальная доска говорит о том, что здесь в должности помощника присяжного поверенного работал В. И. Ульянов-Ленин Сейчас — Самарский областной суд. | Куйбышева,60  |
| 62     | 1850-е, 1870-е годы                           | Самарский районный суд. Дом купцов Головачевых В. А. и А. А. |               |
| 68     |                                               | Магазин «Секунда» | Куйбышева,68  |
| 72     | Александр Щербачев, 1898                      | особняк Белоусова, мавританский стиль. | Куйбышева,72  |
| 78     | 1903                                          | Дом Калачаева, с 1903 по 1917 год — гостиница «Бристоль». | Куйбышева,78  |
| 82     |                                               | Главпочтамт. Бывший дом купца Новокрещенова. | Куйбышева,82  |
| 84     |                                               | ТЦ «Молот». Ранее в этом здании находился кинотеатр «Молот», один из трёх в этом квартале. |               |
| 86     |                                               | «Лурс», экспресс-ресторан |               |
| 88     |                                               | В этом здании располагался кинотеатр: в доме торговца мануфактурными товарами купца Н. Д. Казаченкова сначала открылся кинотеатр «Аполло», в августе 1910 года в этом доме открылся электротеатр-биоскоп «Триумф», после 1917 года кинотеатр был взят на баланс Куйбышевкинотрестом и получил новое название — «кинотеатр имени Ленинского комсомола». В 1996 году кинотеатр был закрыт. |               |
| 90     | Балинский, Пётр Иванович, 1914                | ОАО Коммерческий банк «Солидарность», бывшее здание Русского банка внешней торговли, с 1925 по 1992 год здание «Дворец труда». | Куйбышева,90  |
| 92     |                                               | Самарский областной художественный музей, ГБУК | Куйбышева,92  |
| 96     |                                               | Торговый дом Егорова | Куйбышева,96  |
| 102    | 1902                                          | Самарское муз училище им. Шаталова | Куйбышева,102 |
| 104    |                                               | Дом купца С. И. Мясникова (Дом Мясникова) В июне 2018 года после реставрации в здании был открыт Межвузовский молодежный концертно-театральный комплекс «Дирижабль». Здание принадлежит Самарскому государственному институту культуры. | Куйбышева,104 |
| 108    |                                               | | Куйбышева,108 |
| 110    |                                               | Дом Жоголева | Куйбышева,110 |
| 112    | Александр Щербачев, 1898                      | Здание ГосБанка. | Куйбышева,112 |
| 124    |                                               | Самарская городская дума | Куйбышева,124 |

### Нечётная сторона
| № дома  | Дата постройки Архитектор                                                     | Описание | Изображение   |
| ------- | ----------------------------------------------------------------------------- | --- | ------------- |
| 29      |                                                                               | | Куйбышева,29  |
| 55      | А. У. Зеленко                                                                 | Дом Решетова. Русский Торгово-Промышленный банк (с 1900) | Куйбышева,55  |
| 61      | Последняя четверть 19 века .ул. Куйбышева д.61- 63 лит. А                     | Дом Комарова . Внесен в список и зарегистрирован в гос. реестре города Самара за № 674 от 31.10.2014 года. Как памятник градостроительства конца 19 века. | Куйбышева,61  |
| 65      |                                                                               | Дом Кириллова | Куйбышева,65  |
| 71      |                                                                               | Дом № 71 — дом Бахаревых, построен в 1860 году. В его нижнем этаже помещались магазины, в верхнем — ресторан «Восточная Бавария» | Куйбышева,71  |
| 81      | 1867                                                                          | Дом Шабаева. В конце 1880-х и в 1890-х годах в нём находились квартира и канцелярия губернатора. В нижнем этаже находились часовой и ювелирный магазин Попе и магазин мельничного оборудования Эрлангера. В 1990—2000 годах в здании располагались рестораны и Самарский институт бизнеса и управления. Затем дом пришёл в упадок. К 2018 году (в рамках подготовки к Чемпионату мира по футболу) отреставрировали фасад и кровлю здания, но внутренности дома остались в аварийном состоянии. В феврале 2020 года обвалилась часть фасада дома. | Куйбышева,81  |
| 85      | Александр Щербачёв, 1882                                                      | Дом Е. Бема. Ампир. «Общество Перекресток Панской и Дворянской любителей музыки и драматического искусства». Бем поставлял в Самару лучшие европейские марки роялей и пианино «Блютнер», «Беккер», «Капс», «Мюльбах», «Рениш», «Стенбах», «Шредер». |               |
| 89      |                                                                               | | Куйбышева,89  |
| 93      | Перестроен в 1916—1917 гг по проекту З. Б. Клейнермана                        | Дом Аржанова. В здании размещались Общество взаимного кредита и ссудо-сберегательная касса. Сейчас в здании располагается Музей истории сберегательного дела. | Куйбышева,93  |
| 95      | 1860, Автором проекта читального зала и книгохранилища считается П. В. Алабин | Александровская публичная библиотека. Бывший дом купца Христензена |               |
| 97      |                                                                               | Здание промышленного банка. Классицизм | Куйбышева,97  |
| 99      |                                                                               | | Куйбышева,99  |
| 103     | Александр Щербачёв, 1907                                                      | Киноклуб «Кадр». До 1907 года в этом месте было три дома. Дома по Дворянской, 115 и 117 принадлежали Юрину, а дом 119 — Головкину. После модернизации Александра Щербачёва здесь разместился ресторан братьев Ивановых и синематограф. | Куйбышева,103 |
| 105     |                                                                               | Художественный, центр российской кинематографии им. Т. А. Ивановой |               |
| 107     |                                                                               | Дом Сибирякова | Куйбышева,107 |
| 111     | Квятковский, 1907—1908                                                        | гостиница «Жигули». Особняк Елизаветы Ивановны Субботиной (1879—1896). В 1897 открывается гостиница «Бристоль-Жигули». Гостиница «Грандъ-Отель» (1908—1917) | Куйбышева,111 |
| 113     |                                                                               | Дом Ясенкова. В здании в 1893—1900 годах располагалось Самарское жандармское управление железных дорог. | Куйбышева,113 |
| 115-117 | 1865                                                                          | Самарская кирха построена в 1865 году на деньги купца Е. Н. Аннаева и предназначалась для католического костёла; В конце строительства самарские власти запретили открыть в нем костёл по причине польского восстания и высылки поляков из Самары. Здание переоборудовали под лютеранскую кирху. | Куйбышева,115 |
| 121     |                                                                               | «Дом мещанина Малышева». Каменное здание в эклектическом стиле было построено двухэтажным в 1880—1890 годах. Как и многие здания на этой улице, имеет арку проезда во внутренний двор. В 1900 году новый владелец Е. И. Елисеев провёл реконструкцию, в ходе которой был надстроен третий этаж. В 1965 году фасад со стороны Некрасовской улицы был украшен мозаикой «Гражданская авиация». Рядом сквер «Три вяза». | Куйбышева,121 |
| 125     | Александр Щербачёв, 1902                                                      | Дом Поплавского. С 1904 Женская гимназия Хардиной. В настоящее время в здании расположена Средняя общеобразовательная школа № 15. | Куйбышева,125 |
| 131     |                                                                               | Благородное дворянское собрание | Куйбышева,131 |
| 135     | Александр Готгордович Горнвальд, 1879                                         | угол с Л. Толстого — особняк купца Н. Ф. Дунаева построен по конкурсному проекту. Неоренессанс | Куйбышева,135 |
| 137     |                                                                               | Администрация г. Самара |               |
| 139     | Александр Щербачёв, 1898                                                      | Особняк Клодта. Детская картинная галерея | Куйбышева,139 |
| 145     | Н. Сухов, В. Клочков, 1936                                                    | Дом промышленности. Памятник конструктивизма. | Куйбышева,145 |
| 151     | Александр Щербачёв, 1905                                                      | Особняк губернского предводителя дворянства Наумова. Стиль — неоренессанс. В 1918 году — резиденция Комитета Членов Учредительного собрания. В годы Великой Отечественной войны посольство Соединённого королевства Великобритании и Северной Ирландии | Куйбышева,151 |
| 153     | Фон Гоген, 1912                                                               | Крестьянский поземельный банк. Северный модерн. С 1930 г. в нём размещается Самарский химико-технологический институт, который в 1934 г. влился в Самарский политехнический институт. С тех пор, за исключением краткого периода с июля по 1 октября 1941 г., в нём размещается химико-технологический факультет Самарского государственного технического университета. | Куйбышева,153 |
| 157     | Д. А. Вернер                                                                  | Здание Общественного Собрания. Модерн | Куйбышева,157 |

## Транспорт
По улице проходят автобусы — 3, 5, 5д, 5к, 17, 24, 32, 37, 47, 61, 108; маршрутные такси — 46, 48д, 48к, 80, 105, 109д, 114, 118, 119, 127, 128, 140, 177, 261, 305д, 347, 395, 397; троллейбусы 6, 16.

## Памятники
- Мемориальный комплекс в память о сотрудниках ГУВД, погибших при исполнении служебных обязанностей
- Памятник Ленину на Площади Революции
- Памятник солдату Швейку
- Памятник Пушкину в сквере Пушкина

## Почтовые индексы
- 443099: чётные (4—114), нечётные (1—51), нечётные (55—117).
- 443010: чётные (120—130), нечётные (121—155).